# Kharkhorin
Kharkhorin (en mongol, Хархорин) és una ciutat i un sum ('districte') de l'aimag ('província') d'Övörkhangai, a Mongòlia. La població del districte era de 13.828 (1994), 13.964 (2000), 13.496 (2003). La població de la ciutat de Kharkhorin és de 8.977 habitants (2003) i ocupa una superfície de 20,5 km².
Kharkhorin està situada a 373 km al sud-oest de la capital de Mongòlia, Ulaanbaatar, al final de la vall del riu Orkhon, que és Patrimoni de la Humanitat de la UNESCO. La població marca el límit dels contraforts a l'est de les muntanyes Khangai, allà on es troben amb les estepes de Mongòlia central. De fet, el nom de l'aimag, Övörkhangai, significa 'vessant -sud- de les muntanyes Khangai'.

## Història

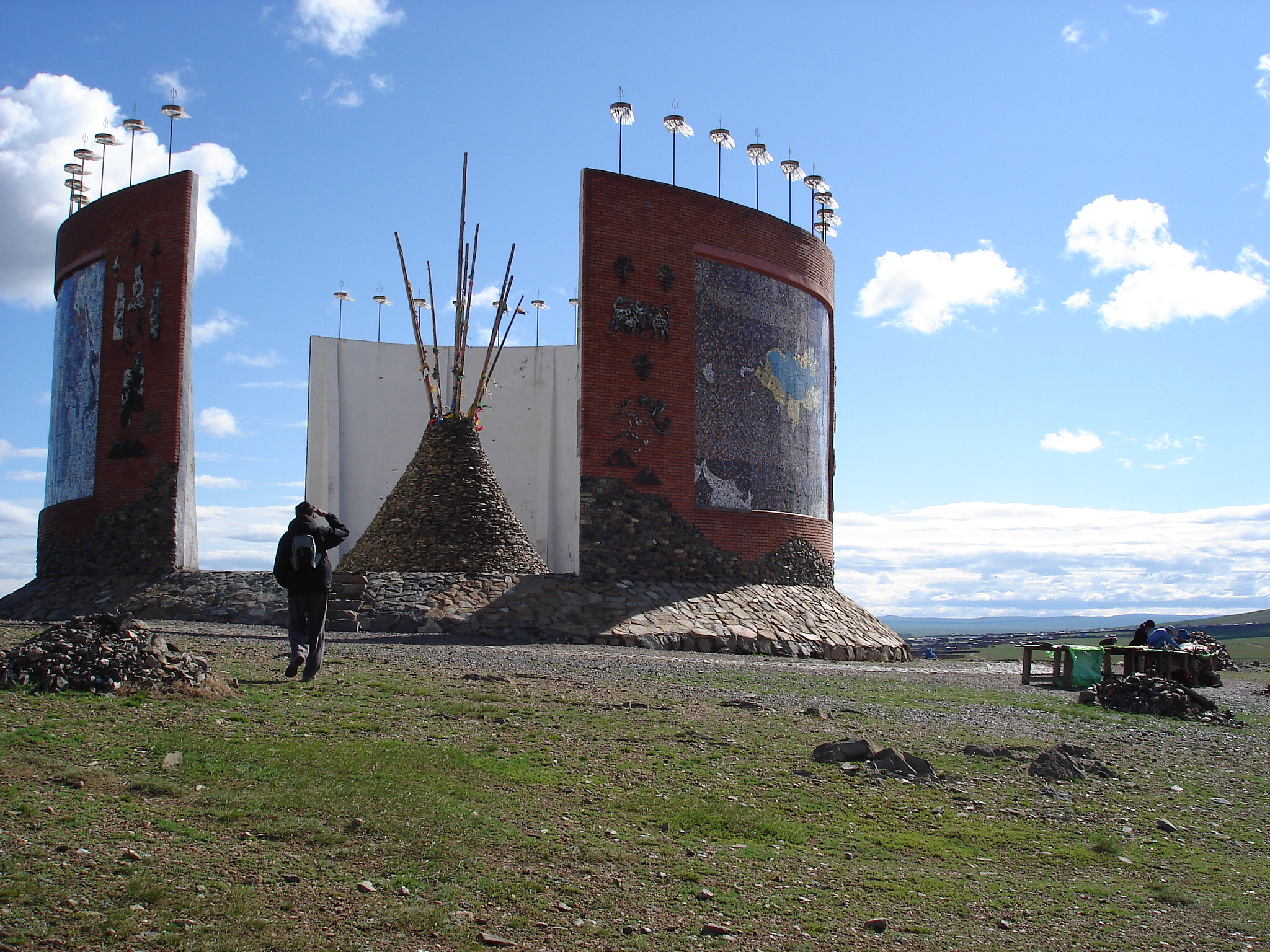
Monument a la història dels mongols

Prop de Kharkhorin, estan les ruïnes de l'antiga ciutat de Karakorum, que durant un temps va ser la capital de l'Imperi Mongol, sota el lideratge d'Ogedei Khan, fill de Genguis Kan. L'actual monestir d'Erdene Zuu, que està dins els límits de Kharkhorin, es va construir amb les restes de l'antiga ciutat. Erdene Zuu va ser el primer monestir budista que es va establir a Mongòlia i, en l'actualitat, és un centre actiu amb una escola i diversos projectes de desenvolupament.

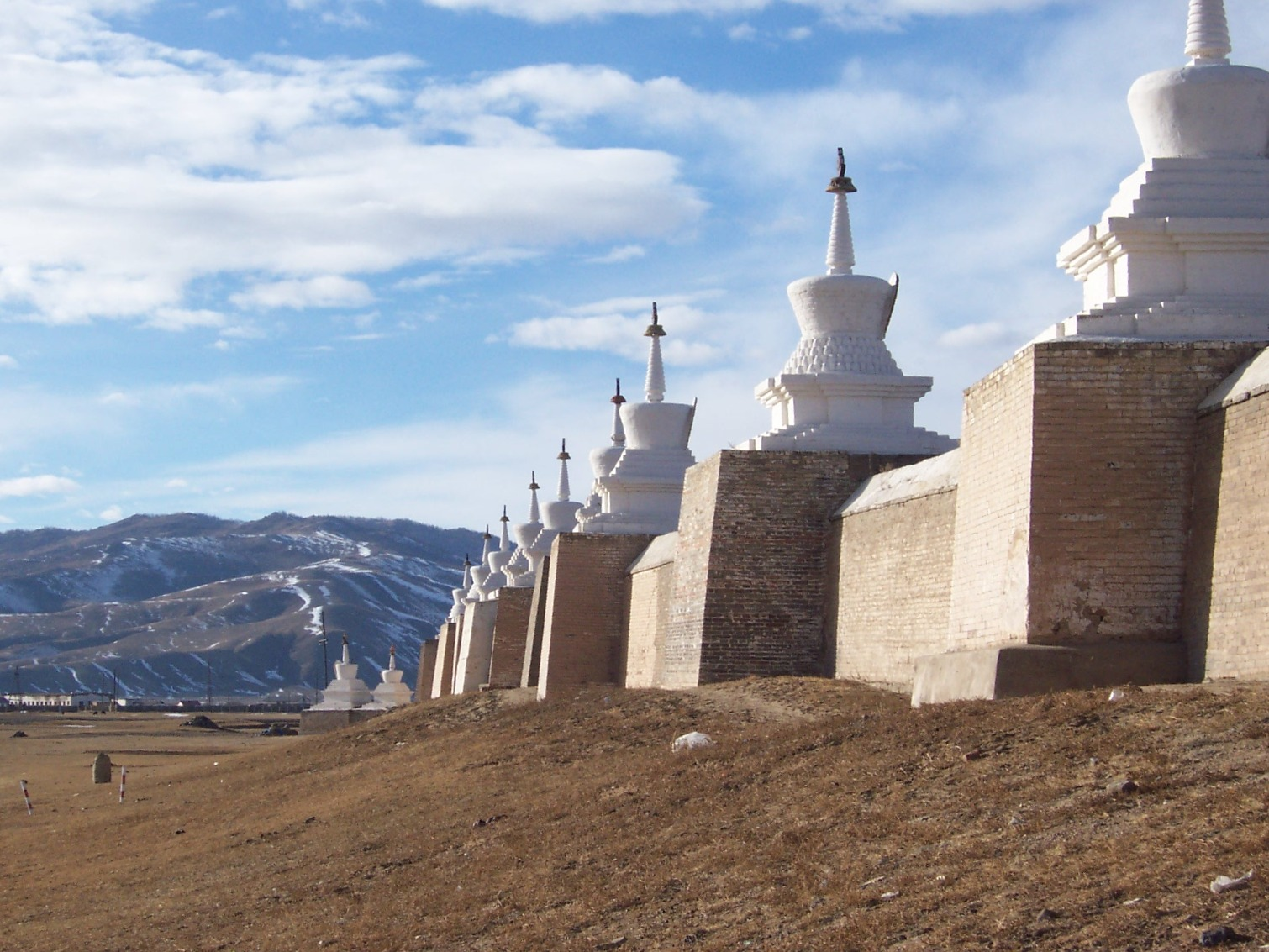
Mur exterior del monestir d'Erdene Zuu

La ciutat està presidida pel monument a la història dels mongols, format per tres grans parets corbes que tanquen un cercle. Sobre cadascuna d'aquestes parets, hi ha murals que representen la història dels tres grans imperis de Mongòlia, el dels huns, el dels turcs i el dels mongols.

## Economia
La zona va patir una crisi greu a conseqüència de la transició d'una economia comunista a una economia de mercat i, en l'actualitat, una bona part de la població viu en la pobresa.
Les principals fonts d'ingressos de Kharkhorin són el turisme, sobretot associat al monestir d'Erdene Zuu, i l'agricultura. L'aigua del riu Orkhon serveix per a irrigar els cultius de la gran plana que hi ha a l'est de la ciutat.

## Transport
L'aeroport (KHR/ZMHH) disposa de vols regulars a Ulaanbaatar durant l'estiu, operats per la companyia Eznis. La carretera entre Kharkhorin i Ulaanbaatar no està pavimentada en la seva totalitat.